# 犠牲フライ
犠牲フライ（ぎせいフライ、Sacrifice fly / SF）は、野球における打撃記録の一種。犠飛（ぎひ）ともいう。犠牲バントとは別個にカウントされる。犠牲バントと犠牲フライの合計を「犠打飛」と呼ぶことがあるがあまり定着しておらず、犠牲バントと犠牲フライをひとまとめにして「犠打」と呼ぶ場合もある。

## 概要
無死または一死で走者がいる際に、打者が外野に飛球またはライナーを打ち、外野手もしくは外野まで回り込んだ内野手がこれを捕球後、走者が本塁に達した場合に犠牲フライが記録される（公認野球規則9.08(d)(1)）。また野手が飛球を捕球し損じた場合であっても、野手が捕球していたとしても走者が得点できていたと記録員が判断すれば、犠牲フライが記録される（公認野球規則9.08(d)(2)）。この場合は野手に失策が記録される（野手が全く触れなければ「犠牲フライと失策」でなく安打が記録されることがある）。走者が一、三塁や満塁のときなどで飛球を捕り損なって本塁以外でアウトをとった場合は、落球または他の塁でのフォースアウトを利して走者が生還したかどうかで打者に犠牲フライを記録するかどうかが判断される。即ち、フォースアウトと関係なく走者は得点できたであろうと考えられれば、犠牲フライが記録される（公認野球規則9.08(d)(2)【原注】および【注】）。
一般的な犠牲フライは、無死または一死で三塁走者がいる場合に、打者が外野に飛球を打ち、外野手の捕球で三塁走者がタッグアップして本塁に生還するパターンである。また、外野に飛んだファウルフライの場合も犠牲フライは記録される。一方、走者が得点しても打球が内野にとどまっていた場合は犠牲フライが記録されることはない（打点は記録される）。
なお、二塁走者や一塁走者が生還したときも犠牲フライが記録されうるが、野手が他の塁に無駄な送球をしたり、送球時に失策を犯したりすれば犠牲フライにはならない。一塁走者が生還した犠牲フライは佐野仙好が負傷した際のプレーで記録されている。
犠牲フライは犠牲バントとは異なり、得点を挙げた場合にのみ記録される。そのため、以下のようなケースは該当しない。
- 外野フライによるタッグアップで二塁走者が三塁に進塁しただけの場合。
- 一塁走者が二塁に進塁することはまれであるが、①打者のバントがファウルフライとなり捕手が飛びついて捕球した場合②外野フライで捕球後の野手の緩慢な動作の隙を衝く場合、等がある。

犠牲フライが成功した場合、打者には犠飛と打点が記録される。通常、打点は1である。1本の犠牲フライで2人以上の走者が得点した場合は2以上の打点が記録されることもあるが、実例は少ない。NPB、MLBでは2010年以降では少なくとも以下の3例がある。
- 2013年9月14日に行われた埼玉西武ライオンズ対千葉ロッテマリーンズの7回表（ロッテの攻撃）、一死満塁で打者の鈴木大地が右中間に放った飛球を、前進守備していた中堅手の秋山翔吾が背走しランニングキャッチ。捕球後すぐに止まれず、三塁走者のG.G.佐藤に続いて二塁走者の角中勝也も生還した[3][4]。
- 2017年5月1日のニューヨーク・ヤンキース対トロント・ブルージェイズの試合においては、6回表（ブルージェイズの攻撃）無死二・三塁の場面で打者のライアン・ゴインズがフェンス際に飛ばした打球をヤンキースのジャコビー・エルズベリー中堅手が捕球し、そのままラバーフェンスに衝突して転倒。エルズベリーは座った状態で右翼手のアーロン・ジャッジに送球するが逸れ、その間に二者生還となる。2打点の犠牲フライはブルージェイズの球団史上初、MLBでは2014年以来3年ぶり[5]。
- 2018年7月31日にナゴヤドームで行われた中日ドラゴンズ対阪神タイガースの試合の3回裏、一死満塁の場面で打者大島洋平が藤川俊介の守るセンターへと大きなフライを飛ばし、藤川はこの打球を倒れ込みながら捕球。三塁走者オネルキ・ガルシアがまず生還し、二塁走者京田陽太も走塁コーチの指示のもとホームインした[6]。

犠牲フライは打数には含まれないため、打率の計算では四死球と同じく無視されるが、出塁率の計算では打数と同じく分母に含める。つまり犠牲フライによって打率は変動しないが、出塁率は.000でない限り低下することになる。打者に四死球が無く犠牲フライが記録された場合、打率より出塁率が低くなる。また連続安打や連続本塁打などの連続記録の中断要素にもなる。
守備側がタッグアップからの走者の生還を阻止するには、飛球を捕球後、本塁にすばやく返球する必要がある。そのため外野手は捕球前に一旦落下点より後方に下がり、捕球と同時に勢いを付けた送球ができるように備えておくことが多い。一般に、落下点が外野手の定位置より後ろの場合は、ほぼ確実に本塁への進塁を許すといわれている。試合終盤の無死か一死三塁の場面で外野にファウルフライが飛んだ場合など、試合展開によっては犠牲フライになる可能性のあるファウルフライは敢えて捕らない場合がある。この場合は野手がわざと捕球しなかったと記録員が判断したならば失策がつかない。
守備時、犠牲フライが発生するとサヨナラゲームとなってしまう状況の場合、外野手はフライ捕球後の本塁への送球で確実にアウトにできると思われる位置まであらかじめ前進守備をしておくことが最適解となる。
捕手が返球を受ける際は、右翼手よりも左翼手からの送球の方が、三塁から本塁を狙う走者に触球しやすいといわれる。そのため一般に犠牲フライを打つには右翼方向へ打球を打ち上げたほうが良いとされるが、プロチームでは右翼手に強肩の選手を置く場合が多く、外野手の肩の強さ次第ではむしろ左翼方向に打ち上げたほうが犠牲フライになりやすい場合もある。また、右打者は右翼方向、左打者は左翼方向の深い位置、いわゆる流し打ちすると犠牲フライになりやすいこともある。

## 日本プロ野球

### 通算記録
| 順位 | 選手名   | 犠飛 |
| ---- | -------- | ---- |
| 1    | 野村克也 | 113  |
| 2    | 加藤英司 | 105  |
| 3    | 王貞治   | 100  |
| 4    | 門田博光 | 95   |
| 5    | 長嶋茂雄 | 90   |
| 5    | 張本勲   | 90   |
| 7    | 山内一弘 | 88   |
| 7    | 落合博満 | 88   |
| 9    | 大杉勝男 | 86   |
| 10   | 新井貴浩 | 81   |

| 順位 | 選手名   | 犠飛 |
| ---- | -------- | ---- |
| 11   | 山本浩二 | 79   |
| 12   | 土井正博 | 78   |
| 12   | 福浦和也 | 78   |
| 14   | 中田翔   | 76   |
| 14   | 浅村栄斗 | 76   |
| 16   | 栗山巧   | 75   |
| 17   | 大島康徳 | 74   |
| 18   | 金本知憲 | 72   |
| 19   | 松原誠   | 70   |
| 19   | 原辰徳   | 70   |

- 記録は2024年シーズン終了時点[8]

### シーズン記録
| 順位 | 選手名     | 所属球団                   | 犠飛 | 記録年 | 備考           |
| ---- | ---------- | -------------------------- | ---- | ------ | -------------- |
| 1    | 大杉勝男   | 東映フライヤーズ           | 15   | 1970年 | パ・リーグ記録 |
| 2    | 中田翔     | 北海道日本ハムファイターズ | 13   | 2018年 |                |
| 3    | 佐々木恭介 | 近鉄バファローズ           | 12   | 1975年 |                |
| 3    | 原辰徳     | 読売ジャイアンツ           | 12   | 1991年 | セ・リーグ記録 |
| 3    | 江藤智     | 広島東洋カープ             | 12   | 1995年 | セ・リーグ記録 |
| 3    | R.ローズ   | 横浜ベイスターズ           | 12   | 1996年 | セ・リーグ記録 |
| 7    | 王貞治     | 読売ジャイアンツ           | 11   | 1978年 | 左打者記録     |
| 7    | 金村義明   | 近鉄バファローズ           | 11   | 1987年 |                |
| 7    | 石嶺和彦   | オリックス・ブルーウェーブ | 11   | 1991年 |                |
| 7    | 清原和博   | 読売ジャイアンツ           | 11   | 1998年 |                |
| 7    | 中島裕之   | 埼玉西武ライオンズ         | 11   | 2010年 |                |
| 7    | 中島裕之   | 埼玉西武ライオンズ         | 11   | 2011年 |                |
| 7    | 今江敏晃   | 千葉ロッテマリーンズ       | 11   | 2013年 |                |

- 記録は2024年シーズン終了時点[9]

### 1試合記録
| 選手名     | 所属球団       | 犠飛 | 記録日        | 対戦相手         |
| ---------- | -------------- | ---- | ------------- | ---------------- |
| 豊田泰光   | 西鉄ライオンズ | 3    | 1960年9月17日 | 阪急ブレーブス   |
| 野村謙二郎 | 広島東洋カープ | 3    | 1996年6月30日 | 読売ジャイアンツ |

## メジャーリーグベースボール

### 通算記録
| 順位 | 選手名                   | 犠飛 |
| ---- | ------------------------ | ---- |
| 1    | エディー・マレー         | 128  |
| 2    | カル・リプケン・ジュニア | 127  |
| 3    | ロビン・ヨーント         | 123  |
| 3    | アルバート・プホルス     | 123  |
| 5    | ハンク・アーロン         | 121  |
| 5    | フランク・トーマス       | 121  |
| 7    | ジョージ・ブレット       | 120  |
| 7    | ルーベン・シエラ         | 120  |
| 9    | ラファエル・パルメイロ   | 119  |
| 9    | ラスティ・スタウブ       | 119  |

| 順位 | 選手名                   | 犠飛 |
| ---- | ------------------------ | ---- |
| 11   | アンドレ・ドーソン       | 118  |
| 12   | ドン・ベイラー           | 115  |
| 13   | ブルックス・ロビンソン   | 114  |
| 14   | アレックス・ロドリゲス   | 111  |
| 14   | ゲイリー・シェフィールド | 111  |
| 16   | カルロス・ベルトラン     | 110  |
| 17   | ポール・モリター         | 109  |
| 18   | マイク・シュミット       | 108  |
| 19   | トニー・ペレス           | 106  |
| 20   | カール・ヤストレムスキー | 105  |
| 20   | ジョー・カーター         | 105  |

- 記録は2024年シーズン終了時点[10]

### シーズン記録
| 順位 | 選手名                   | 所属球団                       | 犠飛 | 記録年 | 備考                       |
| ---- | ------------------------ | ------------------------------ | ---- | ------ | -------------------------- |
| 1    | ギル・ホッジス           | ブルックリン・ドジャース       | 19   | 1954年 | ナ・リーグ記録             |
| 2    | アンドレ・ドーソン       | モントリオール・エクスポズ     | 18   | 1983年 |                            |
| 3    | ロイ・ホワイト           | ニューヨーク・ヤンキース       | 17   | 1971年 | ア・リーグ記録、両打者記録 |
| 3    | ボビー・ボニーヤ         | ボルチモア・オリオールズ       | 17   | 1996年 | ア・リーグ記録、両打者記録 |
| 5    | フアン・ゴンザレス       | クリーブランド・インディアンス | 16   | 2001年 | ア・リーグ右打者記録       |
| 5    | マーク・ロレッタ         | サンディエゴ・パドレス         | 16   | 2004年 |                            |
| 7    | ドン・マッティングリー   | ニューヨーク・ヤンキース       | 15   | 1985年 | 左打者記録                 |
| 7    | ゲイリー・カーター       | ニューヨーク・メッツ           | 15   | 1986年 |                            |
| 7    | ボビー・ボニーヤ         | ピッツバーグ・パイレーツ       | 15   | 1990年 |                            |
| 7    | ハワード・ジョンソン     | ニューヨーク・メッツ           | 15   | 1991年 | ナ・リーグ両打者記録       |
| 7    | アルバート・ベル         | シカゴ・ホワイトソックス       | 15   | 1998年 |                            |
| 7    | マグリオ・オルドニェス   | シカゴ・ホワイトソックス       | 15   | 2000年 |                            |
| 7    | フランシスコ・リンドーア | クリーブランド・インディアンス | 15   | 2016年 |                            |

- 記録は2024年シーズン終了時点[11]